# فروکتوز ۱-فسفات
فروکتوز ۱-فسفات (به انگلیسی: Fructose 1-phosphate) با فرمول شیمیایی C۶H۱۳O۹P یک ترکیب شیمیایی با شناسه پاب‌کم ۶۵۲۴۶ است. که جرم مولی آن ۲۶۰٫۱۳۶ g/mol می‌باشد. 